# Kościół Przemienienia Pańskiego w Płotach
Kościół Przemienienia Pańskiego w Płotach – rzymskokatolicki kościół parafialny w Płotach, w powiecie gryfickim, w województwie zachodniopomorskim. Należy do dekanatu Resko archidiecezji szczecińsko-kamieńskiej.

## Historia
Pierwsza katolicka świątynia została wybudowana w Płotach w 1277 roku w czasie lokacji miasta na prawie lubeckim i mieściła się na miejskim rynku. Ze względu na zły stan techniczny budowla została rozebrana w 1904 roku. Wówczas luterańscy mieszkańcy Płotów dysponowali już nowym kościołem znajdującym się na nowym miejscu. Jego budowa rozpoczęła się w dniu 17 marca 1902 roku poprzez symboliczne włożenie łopaty w ziemię przez pastora Wetzela i położenie kamienia węgielnego w dniu 8 czerwca tego samego roku. Środki finansowe na budowę pochodziły od zmarłego w 1895 roku fundatora świątyni - hrabiego Karla von der Osten, który w testamencie zapisał w tym celu 120 tysięcy marek. Część ziemi na budowę ofiarował właściciel pałacu w Płotach Karl von Bismarck. Prace budowlane były prowadzone w szybkim tempie, przy wielkim zaangażowaniu parafian, którzy przyczynili się do wyposażenia kościoła. Poświęcony został w listopadzie 1903 roku. 

## Architektura i wyposażenie
Świątynia z czerwonej cegły została wzniesiona w stylu neogotyckim na rzucie krzyża łacińskiego. Budowla składa się z jednej nawy z transeptem (nawy poprzecznej) i bocznych kaplic. Od strony zachodniej znajduje się trójkondygnacyjna kwadratowa wieża, zakończona spiczastym ośmiobocznym hełmem o wysokości 50 metrów. Wyposażenie wnętrza w stylu neogotyckie, na szczęście prawie całkowicie zachowane z okresu budowy. W ołtarzu głównym mieści się obraz przedstawiający Przemienienie Pańskie oraz wizerunki Mojżesza i Eliasza. W absydzie są umieszczone trzy witraże wykonane w Kolonii. W środkowym oknie znajdują się ofiarowane przez fundatora świątyni Karla von Bismarcka wizerunek Ukrzyżowania, pod nim Ofiary Abrahama. Z lewej strony wizerunek Narodzin Chrystusa, pod nim narodzin Mojżesza, a z prawej wizerunek Zmartwychwstania Pańskiego, a w części dolnej Jonasza uwolnionego z brzucha wieloryba. Sceny w witrażach transeptu przedstawiają Pawła z Tarsu głoszącego kazanie i czytania 95 tez Marcina Lutra. W zakrystii znajdują się dwa niewielkie witraże błogosławionej Marii Teresy Ledóchowskiej i świętego Maksymiliana Kolbe. Na chórze znajdują się organy o 25 głosach wykonane przez szczeciński zakład Grüneberga. Na wieży mieszczą się dzwony - jeden odlany ze spiżu w XVIII wieku, pochodzący z rozebranej świątyni oraz dwa wykonane z żelaza z 1910 roku.